# Мубарек Ґерай (син Селямета I Ґерая)
Мубарек Герай (Гірей) (крым. Mubarek Geray , مبارك كراى)‎ — кримський нуреддін (1631–1632), син кримського хана Селямета I Герая (1608–1610).

## Біографія
В 1610 року після смерті свого батька Селямета I Ґерая царевич Мубарек Ґерай разом зі своїми братами залишив Крим і проживав у турецьких володіннях. У 1620-х роках Мубарек Ґерай з деякими братами повернувся до Криму, де проживав при дворі хана Джанібека Ґерая (1628—1635).
У 1629 році за наказом хана Джанібека Ґерая царевич Мубарек Ґерай очолив каральний похід на Малу Ногайську Орду та Черкесію. У 1629 році колишній калга Шахін Ґерай, противник Джанібека Ґерая, зазнав поразки в битві під Перекопом і втік на Кубань, у Казіїв улус. Мубарек Ґерай на чолі кримського війська вступив до Малої Ногайської орди, щоб покарати місцевих мурз за підтримку Шахіна Ґерая. Більшість ногайських мурз підкорилася Мубареку Ґераю і зобов'язалася коритися кримському хану. Мубарек Ґерай задоволений тим, що забрав у ногаїв найкращих коней. Кримці тільки розорили та випалили улуси князя Азамата ногайського, котрий відмовився підкорятися. Калга Шахін Ґерай утік із Казиєвого улусу до своїх родичів до Черкесії. Слідом за ним туди прибув Мубарек Ґерай із військом. Черкеські князі були змушені підкоритися владі кримського хана і не дозволили Шахіну Ґераю залишатися в їхніх землях. Мубарек Ґерай узяв із них данину аргамаками, панцирями та бранцями.
Восени 1631 року після смерті свого брата Девлета Герая хан Джанібек Ґерай призначив новим калгою колишнього нуреддіна Азамата Ґерая, старшого брата Мубарека Ґерая. Новим нуреддіном став Мубарек Ґерай. Незабаром між ханом та новим калгою почалася відкрита ворожнеча.
У червні 1632 року Джанібек Ґерай викликав калгу Азамата Ґерая на переговори, під час яких Азамат був убитий. Потім хан відправив своїх слуг умертвити його молодших братів, царевичів Мубарека Ґерая та Сафу Ґерая. Брати Мубарек та Сафа Ґераї, попереджені Велиша-мурзою Дівєєвим, втекли до Перекопа та Кафи. Було знищено лише трьох малолітніх синів Мубарека Ґерая. Джанібек Ґерай звинуватив своїх зведених братів у таємних зв'язках з втікачем Шахіном Ґераєм, який вдруге з'явився на Північному Кавказі.